# 972 в Україні
972 в Україні — це перелік головних подій, що відбулись у 972 році на території сучасних українських земель.

## Події
- Навесні, біля порогів загинув князь Київської Русі Святослав Ігорович разом зо всіма своїми дружинниками в битві з печенігами на чолі з князем Курею.
- У Києві почалося правління Ярополка Святославовича.

## Особи

### Призначено, звільнено
- завершив правління князь Київської Русі Святослав Ігорович.
- почалося правління князя Київської Русі Ярополка Святославовича.

### Померли
- березень (Лѣто 6480) — Святослав Ігорович (Святослав Хоробрий) — Великий князь київський (945—972 рр.) з династії Рюриковичів; син княгині Ольги та князя Ігора Старого, батько Володимира Великого, дід Ярослава Мудрого. (нар.. 930 р.).

|  | «Прийшов Святослав у пороги, і напав на нього Куря, князь печенізький. І вбили вони Святослава, і взяли голову його, і з черепа його зробили чашу, — окувавши череп його золотом 1, пили з нього. Свенельд же прийшов у Київ до Ярополка. І було всіх літ княжіння Святославового двадцять і вісім.» |